# ヒメカイツブリ
ヒメカイツブリ（姫鳰、学名：Tachybaptus dominicus）は、カイツブリ目カイツブリ科の鳥類であり、そのなかで最も小さい水鳥である。

## 分布
北アメリカ大陸、南アメリカ大陸、西インド諸島。
アメリカ南西部およびメキシコからチリ、アルゼンチンにかけて、またバハマ、大アンティル諸島 、トリニダード・トバゴに分布する。

## 形態
全長21 - 27cm（亜種による）、体重112 - 180g。すべてのカイツブリ類と同様、足は体の後方につき、うまく歩くことはできないが、泳いだり潜ったりするのは巧みである。体は小さくて丸く、嘴は短く先がとがる。目は黄色。体は全体として暗色に見える。
繁殖成鳥は灰褐色で、頭とのどは濃黒色。胸は褐色をおび、下部は淡色。飛ぶと翼に白斑が見える。
非繁殖期はのどが白色をおびた淡色で、幼鳥は成長より淡い灰色である。

## 亜種
ヒメカイツブリは、大きさと色により5亜種が認められる。
- T. d. dominicus は、バハマ、大アンティル諸島、ヴァージン諸島などを含む、北部カリブに見られる。
- T. d. brachypterus は、テキサス州南部からメキシコ、パナマに見られる。
- T. d. bangsi は、メキシコのバハ・カリフォルニア南部に限られる。亜種のうち最も小さく、最も淡色である。
- T. d. speciosus は、南米のコロンビア、ベネズエラ、トリニダード・トバゴから、 ブラジル南部、アルゼンチン北部にかけて見られる。
- T. d. eisenmanni は、エクアドル西部の低地に限定される。この亜種はすべての専門家には認められていない。

## 生態

### 生育環境
淡水池、湖沼、ゆるやかな流れの河川、道路側溝、マングローブの生える沼地など、さまざまな湿地に生息する。通常、特に縁に沿って多くの植物が生える水域を好み、ほとんど草で覆われた湿地も利用する。雛が大きな魚に捕食されるのを避けるため、繁殖時には小さな水域を選ぶとも考えられる。
1年の多くは単独かつがいで見られるが、非繁殖期には時に20羽以上の群れとして集まることもある。

### 食性
他のカイツブリ類と同様、潜水をして、小さな魚、甲殻類、カエル、水生昆虫などさまざまな水中の小動物を捕食する。水中で餌の多くを追い、平均12.5秒それぞれ潜水し、2 - 24秒の間一時浮上する。

### 繁殖
周年繁殖する。テキサス州では1年のどの月にも営巣が見られるが、熱帯のものは雨期に繁殖する傾向がある。各つがいは水面まで1.5mくらいの深さに根がつく植物を支えとして、植物製（通常さまざまな水生雑草）の小振りな浮き巣を造る。雌は3-6個の白い卵を産むが、湿った巣材がすぐ卵に茶色の染みをつける。雌雄両方で抱卵し、21日後に孵化する。 縞模様の幼鳥は時々親の背中で運ばれる。

### 鳴き声
繁殖期の声は馬のいななきにも例えられた。